# Язиково-губні приголосні
Язиково-зубні приголосні (англ. Linguolabials) — у фонетиці група приголосних звуків, що мають однакове місце творення: вони артикулюються язиком чи кінчиком язика проти верхньої губи, що стягується вниз до язика.
Язиково-зубні приголосні дуже рідко зустрічаються у мовах світу. Вони знайдені у кластері мов на Вануату, у діалекті Каджоко мови Біджаго у Гвінеї-Бісау, у мові Умотіна (вимерла мова з сім'ї бороройських мов із Бразилії), та у паралінгвістичних звуках у решті світу. Вони також поширені при розладах мовлення. У розширеннях до МФА існує спеціальний діакритик для таких звуків.
Язиково-губні приголосні передаються у Міжнародній фонетичній абетці додаванням діакритики-"чайки": U+033C ◌̼ COMBINING SEAGULL BELOW до відповідного ясенного приголосного, або додаванням діакритика апікального приголосного, U+033A ◌̺ COMBINING INVERTED BRIDGE BELOW, до відповідного губного приголосного.

## Опис

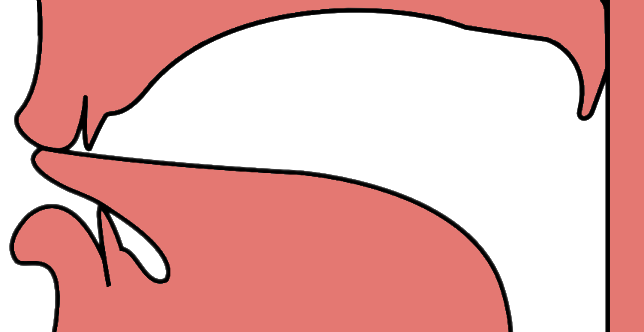
Язиково-губний проривний у розрізі, вид збоку

Язиково-губні виникають при обмеженні потоку повітря між язиком та верхньою губою. Існують різні способи творення язиково-губних приголосних: проривні, носові, фрикативні; також вони можуть вимовлятись за допомогою кінчика язика (апікальні), його поверхні (ламінальні), або нижньою частиною язика (субламінальні). За звучанням язиково-губні більше подібні до ясенних ніж до губних. Язиково-губні можна відрізнити від губних і ясенних за допомогою формантних переходів і носових резонансів.

## Список приголосних
| МФА (різні транскрипції) | МФА (різні транскрипції) | Назва                                              | Приклад                            | Приклад      | Приклад    | Приклад                                            |
| МФА (різні транскрипції) | МФА (різні транскрипції) | Назва                                              | Мова                               | Орфографія   | МФА        | Значення                                           |
| ------------------------ | ------------------------ | -------------------------------------------------- | ---------------------------------- | ------------ | ---------- | -------------------------------------------------- |
| n̼                        | m̺                        | Язиково-губний носовий                             | Аракі                              | m̈ana         | [n̼ana]     | "сміх"                                             |
| t̼                        | p̺                        | Глухий язиково-губний проривний                    | Тангоа                             | p̈ep̈e         | [t̼et̼e]     | "метелик"                                          |
| d̼                        | b̺                        | Дзвінкий язиково-губний проривний                  | Діалект Каджоко мови Біджаго       |              | [nɔ̀d̼ɔ́ːɡ]   | "камінь"                                           |
| n̼d̼                       | m̺b̺                       | Преназалізований дзвінкий язиково-губний проривний | Вао                                |              | [nan̼d̼ak]   | "лук"                                              |
| θ̼                        | ɸ̺                        | Глухий язиково-губний фрикативний                  | Біг-намбас                         |              | [ˈinɛθ̼]    | "він астматик"                                     |
| ð̼                        | β̺                        | Дзвінкий язиково-губний фрикативний                | Тангоа                             | v̈atu         | [ð̼atu]     | "камінь"                                           |
| ɾ̼                        | b̺̆                        | Дзвінкий язиково-губний одноударний                | Діалект Каджоко мови Біджаго       |              | [nɔ̀ɾ̼ɔ́ːɡ]   | "камінь"                                           |
| l̼                        | —                        | Язиково-губний боковий апроксимант                 | у хворих на розлади мовлення       |              |            |                                                    |
| ɬ̼                        | —                        | Глухий язиково-губний боковий фрикативний          | у хворих на розлади мовлення       |              |            |                                                    |
| ɮ̼                        | —                        | Дзвінкий язиково-губний боковий фрикативний        | у хворих на розлади мовлення       |              |            |                                                    |
| ɺ̼                        | —                        | Язиково-губний боковий одноударний (нижньою губою) | Піраха (один з алофонів /ɡ/, [ɺ͡ɺ̼]) | toogixi      | [tòːɺ͡ɺ̼ìʔì] | "мотика"                                           |
| r̼                        | ʙ̺                        | Язиково-губний дрижачий (нижньою губою)            | Коатланська сапотецька             | паралінгвізм | r̼ʔ         | імітація метеоризму у дитини (Blowing a raspberry) |
| ǀ̼ or ʇ̼                   | ʘ̺                        | Язиково-губний клацаючий (група приголосних)       | Коатланська сапотецька             | паралінгвізм | kǀ̼         | звук пиття супу, або пиття свинею води             |

## Зсуви звуків
У Вануату в деяких мовах Санто-Малекула у минулому відбувся зсув губних приголосних у зубні, між якими певний час були язиково-губні приголосні, що лишились в інших мовах сімей Санто і Малекула. Наприклад, у мові несе, губні стали язиково-губними перед неокругленими голосними; У толомако сталася ще більша трансформація: протоокеанічне *bebe стало p̈ep̈e 'метелик' (/t̼et̼e/) у мові тангоа, а вже у мові толомако стало /tete/; подібним чином, протоокеанічне *tama стало tam̈a 'father' (/tan̼a/) у тангоа і /tana/ у толомако.